# Eumunida bispinata
Eumunida bispinata is een tienpotigensoort uit de familie van de Eumunididae. De wetenschappelijke naam van de soort is voor het eerst geldig gepubliceerd in 1990 door Baba.